# Singapur Open 2001
Die Singapur Open 2001 im Badminton fanden vom 15. bis 19. August 2001 im Singapore Indoor Stadium in Singapur statt.
Das Preisgeld für dieses Turnier betrug 120.000 US-Dollar.

## Sieger und Platzierte
| Disziplin    | Gold                           | Silber                       | Bronze                                  |
| ------------ | ------------------------------ | ---------------------------- | --------------------------------------- |
| Herreneinzel | Taufik Hidayat                 | Wong Choong Hann             | Yohan Hadikusumo Wiratama               |
| Herreneinzel | Taufik Hidayat                 | Wong Choong Hann             | Muhammad Hafiz Hashim                   |
| Dameneinzel  | Zhang Ning                     | Dai Yun                      | Gong Zhichao                            |
| Dameneinzel  | Zhang Ning                     | Dai Yun                      | Ng Mee Fen                              |
| Herrendoppel | Tony Gunawan Halim Haryanto    | Sigit Budiarto Candra Wijaya | Chan Chong Ming Chew Choon Eng          |
| Herrendoppel | Tony Gunawan Halim Haryanto    | Sigit Budiarto Candra Wijaya | Tesana Panvisavas Pramote Teerawiwatana |
| Damendoppel  | Wei Yili Zhang Jiewen          | Zhang Yawen Zhao Tingting    | Eny Erlangga Jo Novita                  |
| Damendoppel  | Wei Yili Zhang Jiewen          | Zhang Yawen Zhao Tingting    | Helene Kirkegaard Rikke Olsen           |
| Mixed        | Jens Eriksen Mette Schjoldager | Rikke Olsen Michael Søgaard  | Liu Yong Zhang Jiewen                   |
| Mixed        | Jens Eriksen Mette Schjoldager | Rikke Olsen Michael Søgaard  | Chen Lin Chen Qiqiu                     |

## Finalergebnisse
| Disziplin    | Sieger                         | Finalist                     | Ergebnis                |
| ------------ | ------------------------------ | ---------------------------- | ----------------------- |
| Herreneinzel | Taufik Hidayat                 | Wong Choong Hann             | 7:5, 0:7, 7:1, 1:7, 7:4 |
| Dameneinzel  | Zhang Ning                     | Dai Yun                      | 7:1, 4:7, 7:2, 1:7, 7:0 |
| Herrendoppel | Tony Gunawan Halim Haryanto    | Candra Wijaya Sigit Budiarto | 5:7, 7:3, 7:2, 7:0      |
| Damendoppel  | Wei Yili Zhang Jiewen          | Zhang Yawen Zhao Tingting    | 8:6, 7:3, 7:4           |
| Mixed        | Jens Eriksen Mette Schjoldager | Michael Søgaard Rikke Olsen  | 7:2, 4:7, 7:5, 7:5      |

## Referenzen
- tangkis.tripod.com (Memento vom 15. Dezember 2006 im Internet Archive)